# Leptapoderus submaculatus
Leptapoderus submaculatus es una especie de coleóptero de la familia Attelabidae.

## Distribución geográfica
Habita en la China y Vietnam.